# Terremoto de Lima y Callao de 1966
El Terremoto de Lima y Callao de 1966 se produjo el lunes 17 de octubre de 1966 a las 4:41 de la tarde (hora local), y afectó Lima, Callao y toda la franja litoral al norte, hasta Supe. Su epicentro se ubicó en el mar, frente a Las Salinas de Huacho, Huaura. Produjo también un maremoto. Fue uno de los terremotos más destructivos ocurridos en Lima después del Terremoto de 1940, pero su recuerdo ha quedado opacado en la memoria de los limeños por el terremoto de Ancash, ocurrido cuatro años después y que produjo el saldo de 100,000 víctimas.

## El sísmo y sus consecuencias
Al momento que empezó a temblar la tierra la primera sensación que tuvieron los limeños fue que se trataba solo de un temblor fuerte y que culminaría en breves segundos. Sin embargo, los sacudones se sucedieron interminablemente, cada vez con mayor fuerza y entonces se desató el pánico. El sísmo duró unos 45 segundos. Muchas viviendas se desplomaron y hubo más de un centenar de muertos. 
En Lima las zonas más afectadas fueron La Molina (VIII MMI), Puente Piedra (VIII), las zonas antiguas del Rímac y del Cercado, las zonas adyacentes a los cerros y una banda a lo largo del río Rímac (VII) hasta el Callao. Los mayores daños se registraron en los edificios de poca altura. En edificios altos hubo grietas en muros de tabiquería.
En el Callao, la Iglesia Matriz se desplomó y el tsunami varó cargueros en tierra. Otras poblaciones gravemente afectadas fueron Chancay, Huacho, Huaura y Supe. 
El área de percepción cubrió aproximadamente 524,000 km². Se contabilizó dos centenares de muertos. Los damnificados se calcularon en 258,000. Los daños materiales ascendieron a mil millones de soles oro de la época.

## Intensidades según Escala Modificada de Mercalli (MMI)
IX: San Nicolás, a 120 km al N de Lima
VIII: Huacho, Huaura, Chancay, Puente Piedra y Supe.
VII: Lima, Callao y Cajatambo.
VI: Chimbote y Virú.
V: Trujillo.

## Fuente
- Simposio: emergencias y desastres: Terremotos en el litoral central del Perú: ¿Podría ser Lima el escenario de un futuro desastre? Rev. Perú Med. Exp. Salud Pública. 2008.
- RPP Noticias: El terremoto de 1966. Lunes 20 de agosto de 2007 Lima Perú
- Fernández Aguilar, Efraín (ingeniero geofísico): SISMO DEL 17 DE OCTUBRE DE 1966.
- CERESIS. Intensidades / Historia / 1966 (enlace roto disponible en Internet Archive; véase el historial, la primera versión y la última).

- Datos: Q4572413